# Kvarnträsket (Nederluleå socken, Norrbotten, 728714-178709)
Kvarnträsket är en sjö i Luleå kommun i Norrbotten och ingår i Insjöar i Luleälven-Alåns kustområde. Sjön har en area på 1,29 kvadratkilometer och ligger 21 meter över havet. Sjön avvattnas av vattendraget Kvarnbäcken.

## Delavrinningsområde
Kvarnträsket ingår i det delavrinningsområde (728826-178589) som SMHI kallar för Utloppet av Kvarnträsket. Medelhöjden är 37 meter över havet och ytan är 10,78 kvadratkilometer. Det finns inga avrinningsområden uppströms utan avrinningsområdet är högsta punkten. Avrinningsområdets utflöde Kvarnbäcken mynnar i havet. Avrinningsområdet består mestadels av skog (81 procent). Avrinningsområdet har 1,37 kvadratkilometer vattenytor vilket ger det en sjöprocent på 12,7 procent.